# Lijst van voormalige windmolens in Overijssel
Dit is een lijst van voormalige windmolens in de Nederlandse provincie Overijssel.
| Naam                | Plaats    | Gemeente        | Provincie  | Type molen    | Functie            | Zichtbare restanten                | Huidig gebruik | Foto |
| ------------------- | --------- | --------------- | ---------- | ------------- | ------------------ | ---------------------------------- | -------------- | ---- |
| Bisschopsmolen      | Oldenzaal | Oldenzaal       | Overijssel | standerdmolen | korenmolen         | geen; gesloopt in 1913             | nvt            |      |
| Reerink / Het Anker | Oldenzaal | Oldenzaal       | Overijssel | standerdmolen | korenmolen         | geen; gesloopt in 1993             | nvt            |      |
| Brixmölle           | Boskamp   | Olst-Wijhe      | Overijssel | stellingmolen | korenmolen         | romp (herbekleed met steen)        | woning/kantoor |      |
| Dikkersmolen        | Borne     | Borne           | Overijssel | stellingmolen | korenmolen         | geen; verplaatst in 1905           | nvt            |      |
| Dorther Molen       | Bathmen   | Deventer        | Overijssel | stellingmolen | koren- en pelmolen | romp                               |                |      |
| Eschmolen           | Delden    | Hof van Twente  | Overijssel | grondzeiler   | korenmolen         | geen; restant afgebrand in 1959    | nvt            |      |
| De Gietersche molen | Giethoorn | Steenwijkerland | Overijssel | grondzeiler   | poldermolen        | slechts romp behouden              | horeca         |      |
| De Haarmolen        | Staphorst | Staphorst       | Overijssel | beltmolen     | korenmolen         | romp                               |                |      |
| De Hersteller       | Zwolle    | Zwolle          | Overijssel | stellingmolen | runmolen           | romp                               |                |      |
| De Hoop             | Borne     | Borne           | Overijssel | stellingmolen | korenmolen         | geen; restant rond 2003 afgebroken | nvt            |      |
| Molen op de Elshof  | Elshof    | Olst-Wijhe      | Overijssel | stellingmolen | korenmolen         | romp                               | woning         |      |
| De Jonge Gerrit     | Wijhe     | Olst-Wijhe      | Overijssel | stellingmolen | korenmolen         | romp                               | woning         |      |
| Molen van Boks      | Olst      | Olst-Wijhe      | Overijssel | grondzeiler   | korenmolen         | romp met kap                       |                |      |
| Vreest Niet         | Elsen     | Hof van Twente  | Overijssel | stellingmolen | koren- en pelmolen | romp                               |                |      |